# Guerres pírriques
Les anomenades guerres pírriques (280-275 aC) foren una sèrie de batalles i aliances polítiques que enfrontaren als grecs (específicament el Regne de l'Epir, Macedònia, i les ciutats estat de la Magna Grècia), els romans, els pobles itàlics (primordialment els samnites i els etruscs) i els cartaginesos.
Les guerres pírriques començaren com un conflicte sense importància entre Roma i la ciutat de Tàrent a causa de la violació d'un tractat marítim per part dels romans. Tàrent, que donà suport al governant grec Pirros, rei de l'Epir, en un conflicte amb l'illa de Corfú, li demanà llavors ajuda militar. Pirros feu honor a la seva obligació amb Tàrent i sumà la seva participació en els conflictes que succeïen en la ciutat. A més a més, Pirros també s'involucrar en els assumptes polítics de Sicília i en la lluita que aquesta ciutat mantenia en contra del domini cartaginès.
La intervenció de Pirros en els problemes regionals de Sicília reduïren la influència cartaginesa a l'illa. A Itàlia, els moviments de l'epirota semblaren inútils, malgrat donessin, a llarg termini, els seus resultats. Les guerres pírriques demostraren dues coses: que els estats de la Grècia continental eren incapaços de defensar les colònies de la Magna Grècia i que les legions romanes, per contra, ultrapassaven la potència dels exèrcits dels regnes hel·lènics. Això, als romans, els permeté obrir una via cap al domini de totes les ciutats estat de la Magna Grècia i així acceleraren la consolidació del seu poder a Itàlia.
Lingüísticament, de les guerres pírriques brotà l'expressió "victòria pírrica", mot que s'utilitza per designar una victòria guanyada amb un esforç i un sacrifici que no compensen l'avantatge obtingut. Aquest terme li fou atribuït a Pirros perquè Plutarc descrigué la reacció que tingué en conèixer el resultat d'una contesa victoriosa i una frase que, en aquell moment, digué:
| «                                                                   | Amb una altra victòria com aquesta davant els romans, estarem perduts per sempre. | » |
| — Pirros de l'Epir, després de la victòria en la batalla d'Asculum. |                                                                                   |   |

## Escenari

Pobles de la península Itàlica durant el

Durant segles, abans no començaren les guerres pírriques, a la península Itàlica tingué lloc una progressiva consolidació de l'hegemonia romana. Les guerres Llatines sotmeteren el Laci al domini de la república romana i la resistència dels samnites vers la seva autoritat estava arribant al seu final.
Al nord del Laci controlat per Roma, hi havia les ciutats etrusques i, al sud del Samni controlat per Roma, es trobaven les ciutats estat de la Magna Grècia, Sicília i el sud d'Itàlia, colonitzades pels grecs en els segles VII aC i VIII aC.
A l'illa de Sicília, els conflictes entre les ciutats de la Magna Grècia i les colònies de Cartago eren freqüents.
Les diferents cultures italianes i sicilianes foren un complex mosaic que acabà desembocant en una xarxa de xocs i canvis territorials, en els quals Roma participà per tal d'expandir-se a través de la conquesta d'uns pobles itàlics que resistien com ara els gals, els etruscs, els daunis, els lacans, els samnites o els brutis.
Semblava que, al nord, tot funcionava bé mentre que el sud escapava del poder romà. Tot això feu que Roma es decidís a concentrar la seva ofensiva expansionista en aquella zona; i, per exemple algunes ciutats com Rhegium i Locri, enfastidides per les ininterrompudes incursions per part dels brutis, acceptaren comptar amb la protecció de les guarnicions romanes.
L'any 282 aC, la ciutat de Túrios requerí l'ajut militar de Roma per posar fi a l'amenaça dels lucans. Roma respongué enviant tota una flota al Golf de Tàrent. Els tarentins consideraren aquest acte una violació d'un antic tractat que prohibia que naus romanes transitessin per les aigües de Tàrent; i enfurismats pel que creien una hostilitat, arremeteren contra l'estol i enfonsaren quatre vaixells i un altre el capturaren. Aleshores, formaren un petit exèrcit comandat per l'estrateg tarentí Agis i marxaren cap a Thurii, d'on acabaren fent fora la guarnició romana.
Envers les noves bèl·liques, Roma envià una delegació diplomàtica per reclamar les compensacions pertinents pel que havia ocorregut, però les converses fracassaren i els romans declararen la guerra a Tàrent. Per aquest motiu, el senat romà decidí desplaçar cap a Tàrent l'exèrcit de Luci Emili Barbula, malgrat es trobés lluitant contra els samnites en el centre d'Itàlia.

## Tàrent demana ajut
Davant el nou escenari, la ciutat tarantina es veié dividia entre aquells que estaven a favor de claudicar i atendre a les demandes romanes i els que volien entaular una batalla oberta contra els romans. Tanmateix, acabà imposants el bàndol bel·licista. Els tarentins, conscients de la seva inferioritat militar davant l'imminent atac romà, sol·licitaren l'ajuda de Pirros, que desitjós de construir un gran imperi emulant Alexandre el Gran, considerà la situació un bon principi per dur a terme els seus propòsis i acceptà ajudar a la ciutat. Alhora, s'aconseguí firmar aliances amb els samnites i els lucans, ambdós enemics de Roma.

## Comença la guerra

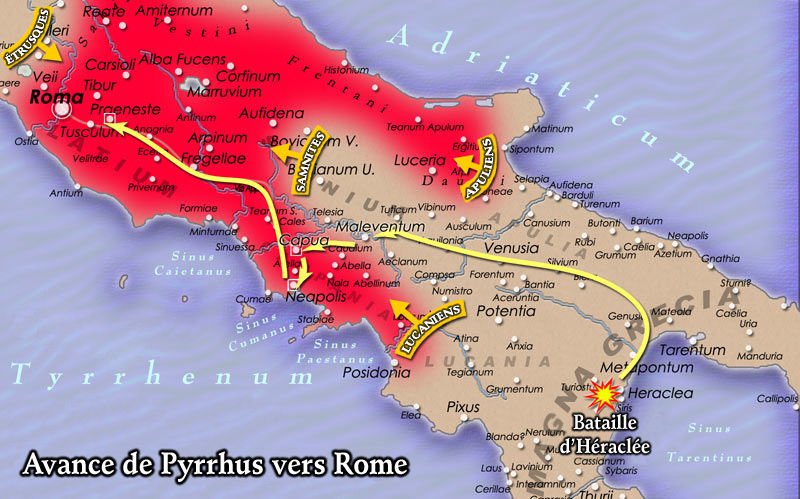
Avanç de Pirros després de la batalla d'Heraclea

L'any 280 aC, Pirros desembarcà a Itàlia amb 25.000 soldats i alguns elefants de guerra. Un exèrcit romà, dirigit per Publi Valeri Leví, sortí cap a Tàrent i combaté els epirotes prop de la ciutat de Heracleia. El combat, que comptà amb el paper decisiu dels elefants, es saldà amb la mort d'entre 7.000 i 15.000 romans, i entre 4.000 i 13.000 baixes gregues i la victòria de Pirros.
Aquesta primera batalla fou prova de l'estabilitat de la república romana. Pirros esperava que les tribus itàliques s'unissin a la seva rebel·lió contra Roma, però, malgrat la segona hagués sigut vençuda, només uns quants itàlics s'afegiren als grecs.

## Batalla d'Asculum
L'any 279 aC, Pirros encetà la segona batalla més important de la guerra a Asculum. Durant dos dies, el general romà Publi Deci Mus intentà aprofitar el terreny dels turons de la Pulla per reduir l'efectivitat de la cavalleria i dels elefants grecs, però el seu intent fou frustrat i deixà en el camp de batalla les vides de 6.000 soldats romans. L'exèrcit de Pirros, per altra banda, patí 3.500 baixes.

## Aliança amb Cartago
Pirros oferí novament negociacions de pau a Roma, mitjançant del seu ambaixador Cinees, però el senat romà, exhortat per Appi Claudi Cec, refusà qualsevol tracte mentre Pirros seguís en territori italià. Roma formà, llavors, una aliança amb Cartago: un tercer tractat conclogué amb una aliança entre Roma i Cartago per deturar l'avenç de Pirros.

## Batalla de Beneventum
En el 275 aC, Pirros tornà a la península, on lluità contra els romans a la ciutat de Malventum, al sud d'Itàlia, i on, finalment, fou derrotat. Després del combat, els romans canviaren el nom de la ciutat pel de Beneventum, per tal de commemorar la seva victòria. Pirros es retirà cap a Tàrent i, poc després, tornà de manera definitiva a la península grega, havent perdut, no obstant això, dues terceres parts del seu exèrcit.
Els romans aprengueren a combatre els llancers i els elefants grecs: utilitzant els seus pílums, arma que empraren a les batalles contra els samnites, ferien els costats dels elefants i feien que embogissin, es descontrolessin i acabessin trepitjant les seves pròpies tropes.
Les últimes paraules de Pirros a Itàlia foren memorables:
| «                                  | Quin camp de batalla estic deixant per Cartago i Roma | » |
| — Pirros, abans d'abandonar Itàlia |                                                       |   |

Tàrent es lliurà als romans l'any 272 aC, però mantingué la seva autonomia local com així ho feren aquelles altres ciutats que foren conquerides per Roma en temps ulteriors. D'aquesta forma, els tarentins reconegueren l'hegemonia de Roma a la península Itàlica i esdevingueren en un aliat més, juntament amb altres ciutats gregues i les tribus dels brutis, que posseïen vasts boscos que, en un futur, serviren per subministrar a Roma vaixells, a més a més dels mariners mariners. Malgrat tot, aquests nous aliats mantingueren sempre unes guarnicions romanes que en garantien la lleialtat.

## Conseqüències
La vençó de Pirros, aquell que liderava l'exèrcit grec més poderós en aquells moments, significà per a Roma el finiment de la seva principal amenaça, essent reconeguda, arreu del Mediterrani, com a potència cabdal. Prova d'això fou l'obertura d'una ambaixada permanent a Roma del rei macedoni d'Egipte, l'any 273 aC. A fi d'assegurar la dominació del territori, Roma fundà noves colònies tant al sud com al nord. La darrera ciutat etrusca independent, Volsinii, fou anorreada l'any 264 aC. El poder de Roma s'estengué al llarg de tota la península Itàlica: des de l'estret de Messina fins a la frontera amb els gals, en els Apenins, al llarg del riu Arno i el Rubicó.

## Cronologia del conflicte
281 aC
- La ciutat de Tàrent ajuda Pirros a reconquerir l'Illa de Corfú.
- El cònsol romà Publius Cornelius Dolabella organitza una expedició de deu naus per explorar la costa sud d'Itàlia.
- Philocharis de Tàrent considera l'expedició de Cornelius una violació d'un antic tractat naval, ataca les naus romanes, n'enfonsa quatre i en captura una altra.
- Tàrent ataca la guarnició romana de Turis i saqueja la ciutat.
- Roma despatxa una ambaixada a Tàrent, que resulta rebutjada i insultada.
- El senat romà declara la guerra a Tàrent.
- El cònsol Luci Emili Barbula acaba la lluita amb els samnites i marxa contra Tàrent.
- Els tarentins demanen ajuda militar a Pirros; aquest la concedeix animat per les profecies de l'oracle de Delfos.

280 aC.
- Pirros envia a Cinees a Tàrent.
- Pirros s'embarca cap a Itàlia amb el seu exèrcit incloent-hi elefants de guerra.
- Els samnites s'uneixen a Pirro.
- Pirros ofereix negociacions els romans.
- Una guarnició romana pren Rhegium.
- Pirros derrota els romans a la batalla d'Heraclea.
- Locri i altres ciutats s'uneixen a Pirros.
- Les legions a càrrec de Publi Valeri Levímarxen contra Pirros són reforçades per les de Tiberi Coruncani des d'Etrúria.
- Pirros avança cap a Roma, fins Anagnia, en el Laci.
- Pirros es retira a Campània.
- Cinees viatja a Roma com a ambaixador dels epirotes per oferir la pau al senat.
- El senat rebutja l'oferta.
- Gai Fabrici Luscí, ambaixador de Roma, negocia l'alliberament dels presoners romans de guerra. Pirros els allibera sense rescat.
- Pirros envaeix Pulla, on ha d'enfrontar-se a l'exèrcit romà.
- Pirros derrota els romans a la batalla d'Asculum, malgrat les importants pèrdues.
- Mago el cartaginès ofereix el seu suport als romans; es firma un tractat entre Roma i Cartago.
- Mago visita el campament de Pirros en el seu retorn de Roma.

279 aC
- Fabricio descobreix una trama per enverinar-lo per part de Nicias, metge de Pirros.
- La guarnició romana de Rhegium assetja la ciutat.
- Els sicilians sol·liciten ajuda a Pirros contra els cartaginesos. Pirros els l'atorga.
- Els mamertins s'alien amb els cartaginesos i intenten aturar l'avanç epirota cap a Sicília.
- Cinees torna a viatjar a Roma i novament és declinada la seva oferta de pau.
- Pirros deixa Itàlia i es mou a Sicília.
- Pirros aconsegueix la pau entre Thoenon i els seus oponents a Siracusa.
- Ambaixades de diverses ciutats sicilianes ofereixen el seu suport a Pirros.
- Pirros és proclamat rei de Sicília.
- Pirros pren Acragas i trenta ciutats més pertanyents a Sosistratus.
- Pirros ataca els cartaginesos a Sicília.
- Pirros captura Erix.
- La resta dels cartaginesos va contra Pirros.
- Pirros derrota els mamertins.

278 aC
- Negociacions entre Pirros i Cartago.
- Pirros es prepara per atacar Lilibèon.
- Pirros executa Thoenon de Siracusa per sospita de traïció; la seva conducta despòtica el fa impopular davant els sicilians.
- Pirros abandona el setge de Lilibèon.
- Els italians reclamen la presència de Pirros.
- Pirros derrota els cartaginesos.
- Pirros deixa Sicília i torna a Itàlia; en el camí és atacat i derrotat per la flota cartaginesa.
- Marc Curi Dentat organitza un exèrcit per enfrontar Pirros.
- Pirros saqueja Locri, juntament amb el temple de Persèfone.
- Sortint de Locri una tempesta destrueix la flota de Pirros.
- Pirros sol·licita ajuda a Antígon per continuar el viatge cap a Itàlia.
- Hieró, general de Siracusa, pacta una aliança amb Pirros.
- Pirros intenta reclutar soldats a Samni.
- Els romans derroten Pirros a la batalla Benevent.
- Pirros castiga alguns tarentins per la seva traïció.
- Pirros abandona Itàlia; les guerres entre Roma i Pirros acaben.